# Stadio nazionale di Abuja
Lo stadio nazionale di Abuja è uno stadio ad uso polivalente situato ad Abuja, Nigeria. Prevalentemente utilizzato per ospitare incontri calcistici.

## Caratteristiche
L'impianto può contenere 60.491 spettatori. La sua forma e la sua copertura lo rendono molto simile allo Stadio Olimpico di Roma.

## Storia
Lo stadio è stato inaugurato nel 2003.

## Eventi
Nel 2003 ha ospitato le gare di atletica leggera dei Giochi panafricani. Nel 2009 ha ospitato alcune partite del campionato mondiale di calcio Under-17, tenutosi appunto in Nigeria, tra cui la finale, che ha visto trionfare la Svizzera per 1-0 sui padroni di casa.